# 鹿島電解
鹿島電解株式会社（かしまでんかい）は、茨城県神栖市に本社を置く化学メーカー。

## 事業内容
電解によるソーダ化学事業を行う。水酸化ナトリウム生産能力は年間40万トンで、信越化学工業向けに供給される。

## 株主構成
- AGC 25%
- ADEKA・信越化学工業 各23%
- 三菱化学 21%
- カネカ 8%

（2011年12月16日現在）
2012年3月末をめどに、旭硝子・ADEKA・カネカ出資分を信越化学工業が引き取り、信越化学工業79%・三菱化学21%となる。鹿島電解は鹿島港に港湾設備を有しており、撤退する3社を含めた港湾事業会社を設立する予定である。